# Стивен Дилејн
Стивен Дилејн (енгл. Stephen Dillane; Лондон, 27. март 1957) енглески је глумац. Најпознатији је по улогама Леонарда Вулфа у филму Сати (2002), Станиса Баратеона у ТВ серији Игра престола (2012−2015) и Томаса Џеферсона у мини-серији Џон Адамс (2008), за коју је номинован за награду Еми.
Искусан и хваљен као позоришни глумац, Дилејн је освојио награду Тони за главну улогу у представи Права ствар (2000) и добио похвале критичара у представама Анђели у Америци (1993), Хамлет (1990) и Магбет (2005). За рад на телевизији је примио награду BAFTA и Међународну награду Еми за најбољег глумца.